# Montemarciano
Montemarciano ist eine italienische Gemeinde (comune) mit 9788 Einwohnern (Stand 31. Dezember 2023) in der Provinz Ancona in den Marken. Die Gemeinde liegt etwa 16 Kilometer (Luftlinie) westlich von Ancona an der Mündung des Esino in das Adriatische Meer.

## Verkehr
Die Gemeinde liegt unmittelbar an der Adria und wird durchquert von der Strada Statale 16 Adriatica sowie von der Autostrada A14, die von Bologna kommend nach Süditalien, nach Bari und Tarent führt.
An der Bahnstrecke Bologna–Ancona besteht ein Bahnhof.

## Geschichte
Das Gebiet am Meeresstrand war schon römisch besiedelt, wie Funde bezeugen. Vielleicht gab es eine Station zum Pferdewechsel. Im Mittelalter waren Montemarciano und Cassiano Sitz eines Kastells, das im 15. und 16. Jahrhundert der Hauptort eines Vikariates des Kirchenstaates war. Hier residierten die Familien Malatesta und darauf Piccolomini als „Herzöge“. Aus dieser Zeit sind alte Statuten erhalten. Nach 1593 wurde die Verwaltung direkt durch den Kirchenstaat übernommen.

## Gemeindepartnerschaften
Montemarciano unterhält Partnerschaften mit folgenden Gemeinden:
- Sinj, Gespanschaft Split-Dalmatien (Kroatien)
- Quincy-sous-Sénart, Département Essonne (Frankreich)
- Höhenkirchen-Siegertsbrunn, Bayern (Deutschland)
- Bardejov, Region Šariš (Slowakei)